# Richerenches
Richerenches is een gemeente in het Franse departement Vaucluse (regio Provence-Alpes-Côte d'Azur) en telt 663 inwoners (2004). De plaats maakt sinds 1 januari 2017 deel uit van het arrondissement Carpentras.
Richerenches was tot de 14e eeuw een commanderij van de Orde der Tempeliers. Van de 14e tot de 18e eeuw was Richerenches een van de vier dorpen van de Enclave des papes. De Enclave des papes ging nadien verder als het kanton Valréas.

## Geografie
De oppervlakte van Richerenches bedraagt 11,1 km², de bevolkingsdichtheid is 59,7 inwoners per km².
De onderstaande kaart toont de ligging van Richerenches met de belangrijkste infrastructuur en aangrenzende gemeenten.

## Demografie
Onderstaande figuur toont het verloop van het inwonertal (bron: INSEE-tellingen).